# Реформы Тайка
Рефо́рмы Та́йка (яп. 大化の改新 тайка но кайсин, «обновление Тайка») — крупнейшие социально-политические преобразования в истории древней Японии, которые были проведены в VII—VIII веках под руководством принца Нака-но Оэ и его подданного Накатоми-но Каматари. Названы по девизу императорского правления Тайка.

## История
Целью реформ было построение в Японии централизованного монархического государства во главе с императором по образцу соседней китайской империи династии Тан.
Толчком к реформам послужила ликвидация в 645 году диктатуры аристократического рода Сога и приход к власти оппозиции, выразителем которой стал император Котоку. В 646 году он издал указы о замене частной собственности на землю и население государственной, о введении нового административного деления, о введении системы выдачи государственной земли для возделывания крестьянам, о введении новых унифицированных налогов и повинностей, внедрении системы семейных и налоговых реестров, а также общевойсковой повинности. В 701 году, с принятием кодекса «законов Тайхо», в Японии была введена чиновническая бюрократическая система восточноазиатского типа.
Реформы превратили Японию в «правовое государство», усилили позиции императора и уменьшили роль родово-титулярной системы управления, способствовали появлению новой придворной аристократии и заложили основы средневековой японской государственности.